# Grobowiec króla Ahirama z Byblos

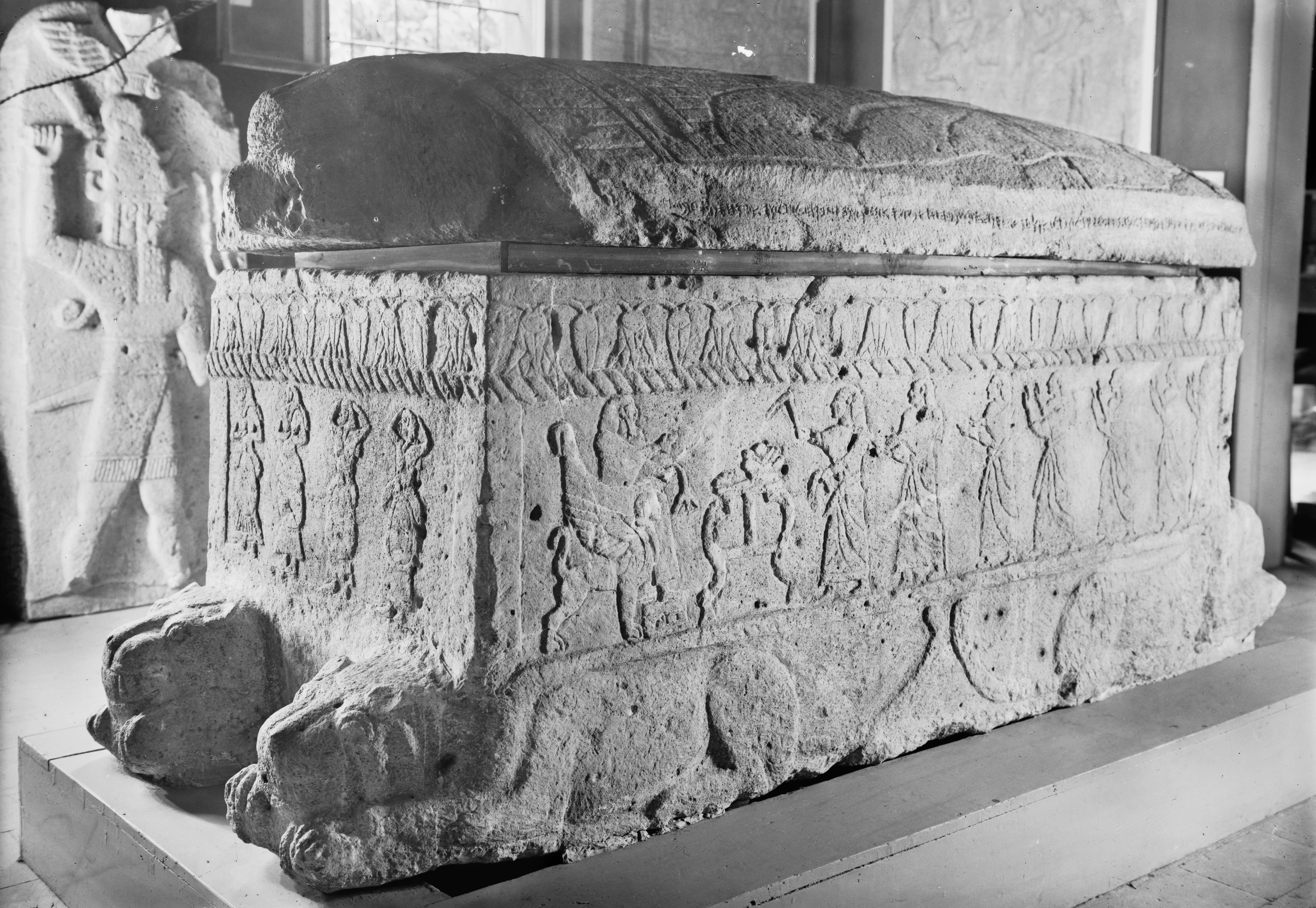
Grobowiec w 1936 roku

Sarkofag Ahirama, króla Byblos, jest najstarszym fenickim dziełem sztuki, które zostało odkryte przez P. Monteta w grobie V, w nekropolii królewskiej z okresu środkowego brązu. 
Sama nekropolia, prezentująca zachowanie ciągłości tradycji miasta Byblos jest dowodem na to, że miasto nie zostało zniszczone przez najazd Ludów Morza. W gruzie wypełniającym szyb grobowca znaleziono fragmenty naczyń z inskrypcjami hieroglificznymi Ramzesa II i współczesną im ceramikę, co wskazywałoby na wiek XIII p.n.e. jako datę złożenia sarkofagu w grobie (II faza okresu późnego brązu). Jednak inskrypcję umieszczoną na wieku sarkofagu, uczeni najczęściej datują na początek X w. p.n.e. Dowodzi to, że sarkofag jako starszy obiekt historyczny, był powtórnie używany, prawdopodobnie został przywłaszczony przez syna Ahirama dla jego ojca. Brano również pod uwagę późniejsze dopisanie inskrypcji. Napis jest pierwszym zabytkiem pisma fenickiego, powstałym na bazie 22 literowego alfabetu pisanego od strony prawej ku lewej. Ten właśnie alfabet w IX w. p.n.e. przekazali Fenicjanie Grekom, a za ich pośrednictwem Europie. 
Tekst inskrypcji jest następujący:
„Sarkofag, który wykonał Ittobaal, syn Ahirama króla Byblos, dla swego ojca Ahirama, jako mieszkanie jego na wieczność. Jeśli król pomiędzy królami lub władca pośród władców, lub dowódca wojska napadnie na Byblos i otworzy ten sarkofag, niech zwiędnie berło jego sadu, niech obali się tron jego królestwa, niech pokój opuści Byblos...”

Zaklęcia nie uchroniły miejsca spoczynku króla Ahirama, grób został splądrowany, podobnie jak większość grobów w nekropolii,
zapewne za sprawą osób poszukujących w nich ukrytych skarbów. Sarkofag,
wykonany z kamienia wapiennego, zachował się jednak w doskonałym stanie i
wystawiony jest obecnie w Muzeum Narodowym w Bejrucie (Liban). Prostopadłościowa forma sarkofagu spoczywa na postaciach leżących lwów, których ciała przedstawiono w reliefie na dłuższych bokach, podczas gdy głowy w pełnej rzeźbie (po dwie z każdej strony) wystają na krótszych. Na każdej ze ścian sarkofagu przedstawione są sceny figuralne, nad którymi biegnie ciągły fryz pączków i kwiatów lotosu zwieszonych w dół.
Na dłuższych bokach uwidocznione są sceny procesyjne. Z jednej strony widoczny jest sam król Ahiram, siedzący na tronie zdobionym przez skrzydlate sfinksy z opuszczonym (zwiędłym) kwiatem lotosu trzymanym w lewej ręce, z prawą ręka wyciągniętą do przodu, w geście przyzwalającym żałobnikom składanie darów na stole ofiarnym. Kwiat lotosu być może jest emblematem władzy, owo berło sadu, o którym mówi inskrypcja, zwiędłe na znak śmierci jego właściciela. Ku niemu kieruje się długa procesja żałobników. Bezpośrednio w stronę króla zbliża się siedem postaci: trzy niosące dary i cztery z podniesionymi rękoma na znak pozdrowienia, wyrazu smutku lub modlące się.  Na równoległym zaś boku w procesji żałobnej podąża osiem postaci: dwie kobiety niosące koszyki na głowach, dwaj mężczyźni trzymający dzbany na prawych ramionach, za nimi postępuje mężczyzna prowadzący kozę jako zwierzę ofiarne, a na końcu idą trzy postacie z uniesionymi rękoma na znak pozdrowienia lub wyrazu smutku. Żałobnicy, podobnie jak sam król, noszą długie włosy opadające na ramiona i odziani są w przepastne szaty do ziemi.
Na każdym z krótszych boków sarkofagu przedstawione są po cztery płaczki: dwie rwą włosy i dwie rozdzierają paznokciami piersi (lub biją się w piersi). Na pokrywie sarkofagu spoczywają dwa leżące lwy rzeźbione w płytkim reliefie, których pełne rzeźby ich kamiennych głów wystają na obu krańcach krótszych boków sarkofagu, oraz dwie postacie z kwiatami lotosu, jednym opuszczonym, drugim świeżym. Można przypuszczać, że jedną z postaci jest sam król Ahiram, a drugą jego syn obejmujący następstwo tronu. Scena składania darów wiąże się z motywami ikonografii syryjskiej II tysiąclecia p.n.e., reprezentowanej np. na słynnej płytce kościanej z Megiddo. Natomiast motyw z kwiatem lotosu jest dowodem wpływu sztuki egipskiej na sztukę fenicką. Nie odbiera to jednak płaskorzeźbom oryginalności, choćby w samym pomyśle figuralnej dekoracji sarkofagowej.